# シエラレオネの鉄道

シエラレオネの鉄道網
黒（1067ｍｍ）運行中
赤（762mm) 1974年廃止

本項では、シエラレオネの鉄道の歴史や現在の概況について述べる。シエラレオネにおける鉄道建設は、19世紀末のイギリス植民地時代に始まり、そのうちの一つ、シエラレオネ政府鉄道は1930年代に総路線長が 500km にも及んだ。また、内陸の鉱山から鉄鉱石を運ぶ私鉄として敷設されたマランパ－ペペル鉱山鉄道は1933年に開設、1990年代まで運行された。内戦の終息後は中華人民共和国資本による既設路線の復旧や新規敷設の提案がなされている。

## 鉄道史

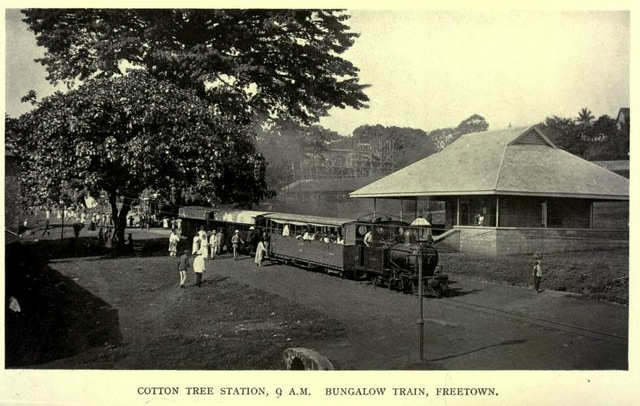
フリータウンのコットンツリー駅（1915年）

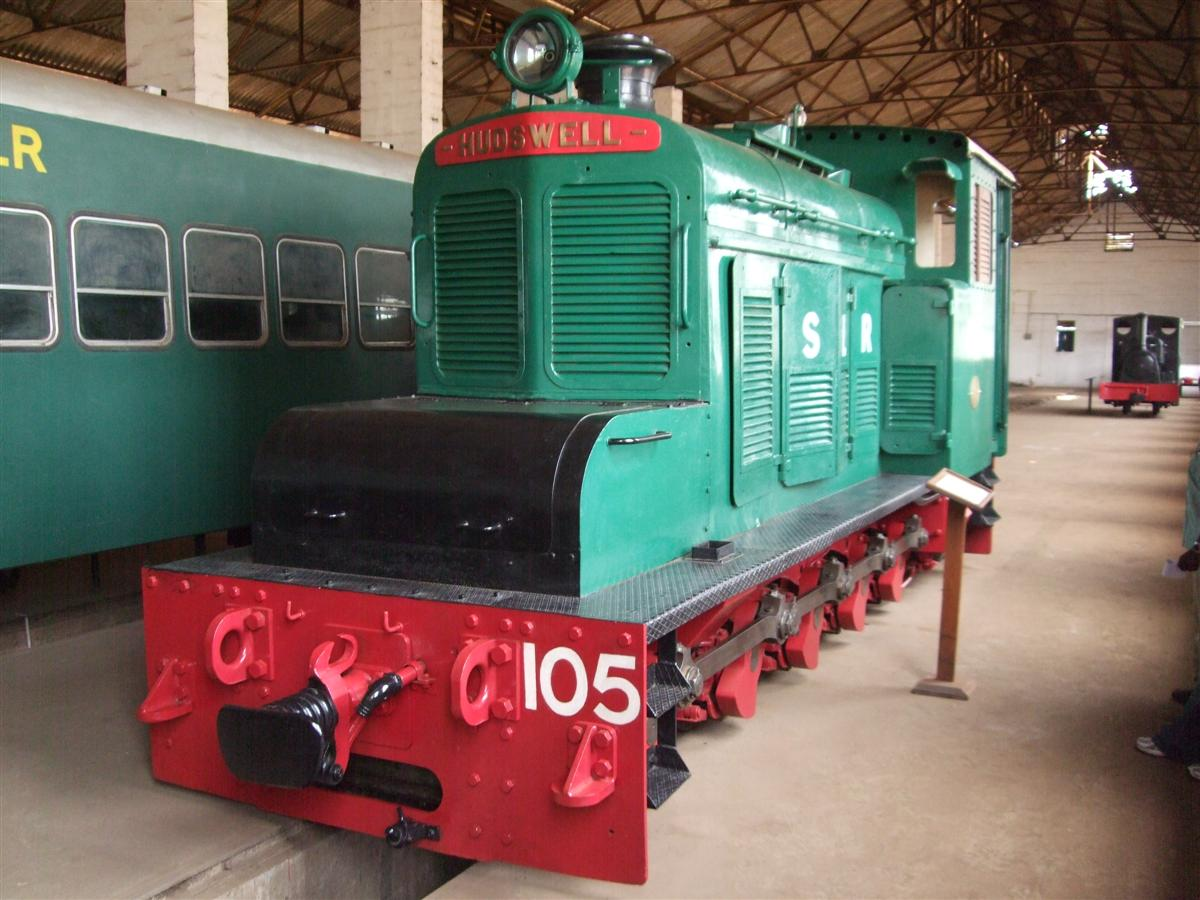
シエラレオネ国立鉄道博物館

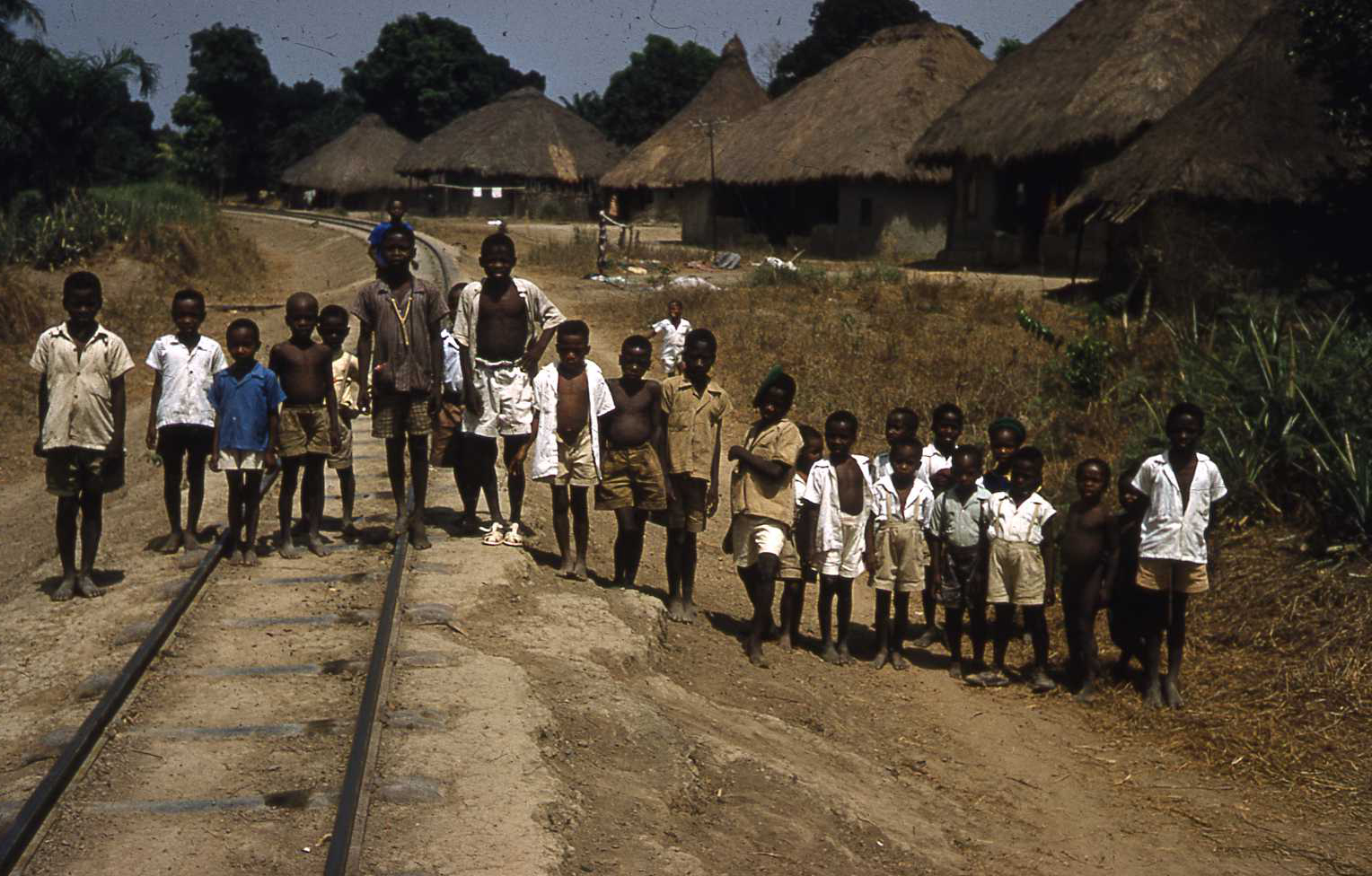
2007年9月23日撮影

### 公設鉄道
シエラレオネの鉄道の歴史は、イギリス植民地時代の1897年に直轄植民地フリータウンから近郊のウェリントンを結ぶ11kmの区間が開通したことに始まる。以後、内陸のボーやケネマへと順次延伸され、マケニへと向かう支線も敷設され、1930年代には総路線長500kmに及んだ。軌間は762 mm、事業者はシエラレオネ政府鉄道。
しかし、シエラレオネ共和国の独立後は運行環境が悪化し、1974年には全路線で運行休止となった。その後、21世紀の初頭になって、フリータウン近郊の港町の埠頭にあった上記路線の操車場に、当該路線で運用されていた蒸気機関車やディーゼル機関車、客車などが放置されているのが見つかった。再発見された車両の中には、1961年のエリザベス2世シエラレオネ訪問時のお召列車も含まれる。操車場は博物館に改装され、2005年にこれらの車両を展示するシエラレオネ国立鉄道博物館として開業した。

### 私設鉄道
上記の公設鉄道網とは別個に、1933年に鉄鉱石を産出するマランパ鉱山からペペル港を結ぶ85 kmの私鉄路線がSierra Leone Development Companyにより敷設された。軌間は1,067 mm（狭軌）である。当初はベイヤー・ピーコック社製のガーラット式蒸気機関車3両による運行であったが、1950年代にバーミンガム鉄道車両会社製のディーゼル機関車5両が導入された。
このマランパ－ペペル鉱山鉄道は、ポート・ロコで採掘したボーキサイトを運ぶためにも使われた。しかし、マランパ鉱山における鉄鉱石の採掘が1990年代のシエラレオネ内戦の影響で中断されると、路線は荒廃した。2005年にはレールや枕木の盗難が発生していることが報告された。
内戦終息後の2009年、シエラレオネ国内でダイヤモンド鉱山の採掘を手掛けるAfrican Minerals社がマランパ－ペペル鉱山鉄道の全線を買い取り、標準軌への改軌を含む線路の復旧を進めた。これと同時に、鉄鉱石やボーキサイト鉱山を有するトンコリリ地区への延伸も実施され、2011年に完成した。しかし、その後のエボラ出血熱流行および鉄鉱石価格の低迷により、African Mineralsが保有していた鉄道路線は2015年4月、中華人民共和国（中国）の国有企業である山東鋼鉄集団に譲渡されることとなった。

## 隣接国との鉄道接続状況
- ギニア - 接続なし
- リベリア - 接続なし